# أرز معدل وراثيا

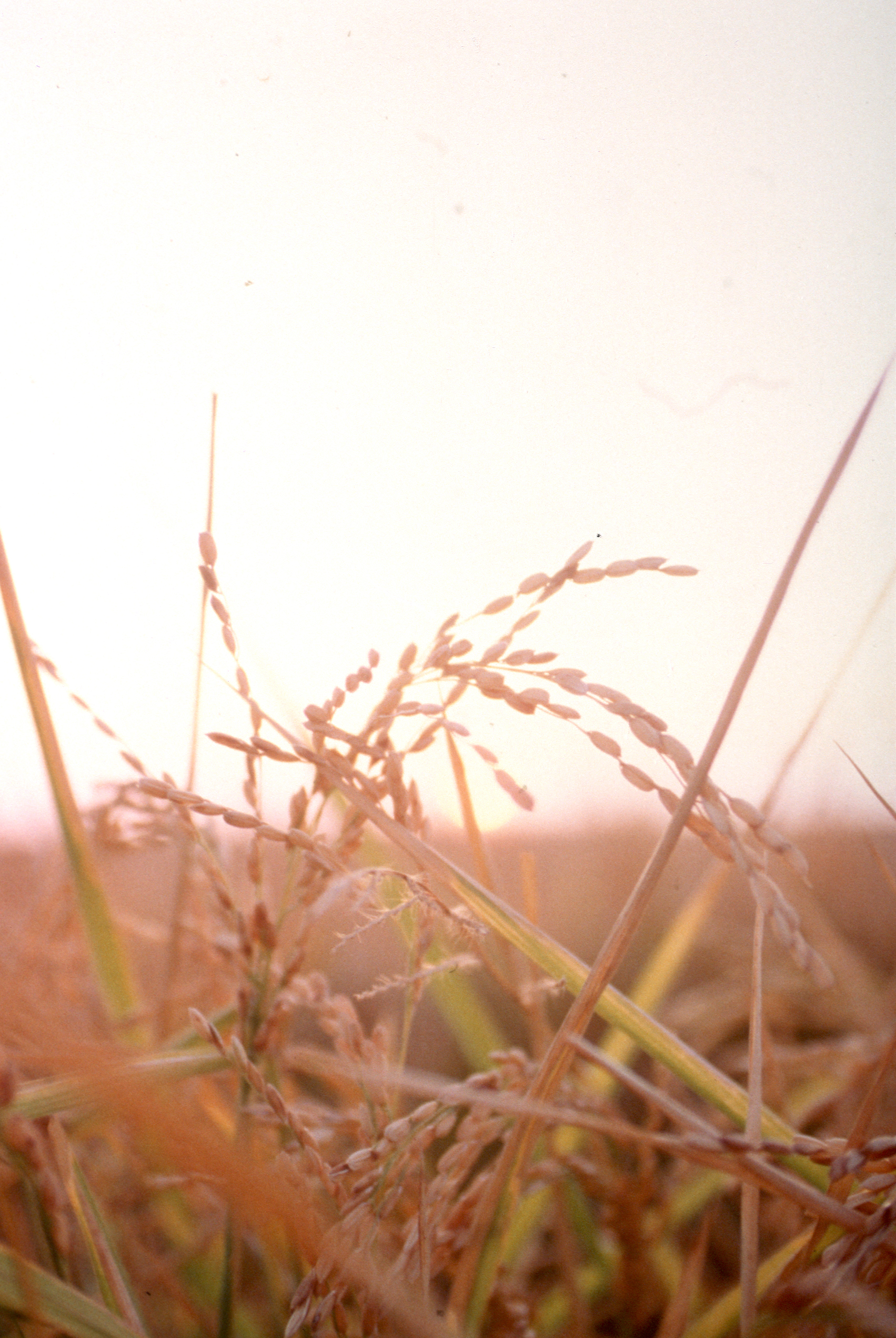
نباتات الأرز التي تستخدم في التعديل الوراثي

الأرز المعدل وراثيا (بالإنجليزية: Genetically modified rice) هو الأرز الذي عُدلت سلالاته وراثيا باستخدام التقنيات الحيوية بهدف تحسين خصائصه أو زيادة إنتاجية المحاصيل.
استخدمت الهندسة الوراثية في تعديل نباتات الأرز لزيادة المغذيات الدقيقة مثل فيتامين أ، وتسريع عملية التمثيل الضوئي، وتحمل مبيدات الأعشاب، ومقاومة الآفات، وزيادة حجم الحبوب، وتوليد المغذيات، والنكهات، أو إنتاج البروتينات البشرية.
يمكن أن تحدث الحركة الطبيعية للجينات عبر الأنواع، والتي تسمى غالبًا نقل الجينات الأفقي أو النقل الجانبي للجينات، مع الأرز من خلال نقل الجينات بوساطة ناقلات طبيعية، مثل الأنواع المعدلة وراثيًا بين الأرز ودخن سيتاريا. ولا تزال زراعة واستخدام أنواع الأرز المعدلة وراثيًا محل جدل ولم يوافق عليها في بعض البلدان.

## لمحة تاريخية
حصل أول نوعين من أنواع الأرز المعدلة وراثيًا على الموافقة بالاستخدام في الولايات المتحدة الأمريكية في عام 2000. كان ما يميز النوعين الجديدين هو مقاومة مبيدات الأعشاب. في وقت لاحق ، تلى ذلك الموافقة على هذه الأنواع وأنواع أخرى من الأرز المعدل وراثيًا والمقاوم لمبيدات الأعشاب في كندا، وأستراليا، والمكسيك، وكولومبيا. غير أن أيًا من هذه الأنواع برغم الموافقة على استخدامها لم تصل إلى الأسواق قط.
ذكرت وكالة رويترز في عام 2009 أن الصين قد منحت الموافقة على السلامة الحيوية للأرز المعدل وراثيًا والمقاوم الآفات، ولكن لم تصل هذه السلالة إلى الأسواق، ولم يكن الأرز المعدل وراثيًا متاحًا على نطاق واسع للإنتاج أو الاستهلاك حتى ديسمبر 2012. تشير الأبحاث إلى أن التحسينات التي يمكن عملها باستخدام الهندسة الوراثية للأرز قادرة على التخفيف من الجوع وسوء التغذية والفقر نظرًا لأن الأرز يُعتبر محصولًا أساسيًّا في جميع أنحاء العالم. وافقت كندا والولايات المتحدة على زراعة الأرز الذهبي المعدل وراثيًا في عام 2018 بعد أن أعلنت كل من وزارة الصحة الكندية وإدارة الغذاء والدواء الأمريكية أنه آمن للاستهلاك.

## الخصائص المعدلة

### مقاومة مبيدات الأعشاب
أجرت شركة مونسانتو عامي 2000 و2001 أبحاثًا حول إمكانية إكساب محاصيل الأرز القدرة على تحمل مبيدات الأعشاب التي تحتوي على الغليفوسات، ولكنها لم تحاول طرح مجموعة متنوعة من السلالات التي طورتها في الأسواق.
ويُعرف خط إنتاج شركة باير للأرز المقاوم لمبيدات الأعشاب باسم ليبرتي لينك، والذي يُنتج أرز ليبرتي لينك المقاوم للغلوفوسينات، والغلوفوسينات هي المادة الكيميائية الفعالة في مبيد الأعشاب المعروف باسم ليبرتي. حصلت سلالات أرز ليبرتي لينك على الموافقة بالاستخدام في الولايات المتحدة الأمريكية، ولكنها لا تستخدم حاليا على نطاق واسع، ولا تزال شركة باير تحاول أيضًا الحصول على أحدث مجموعة متنوعة معتمدة من أرز ليبرتي لينك 62 للاستخدام في الاتحاد الأوروبي.
صُمم أرز كليرفيلد أيضًا باستخدام تقنيات التربية التقليدية التي لا تعتبر هندسة وراثية، عن طريق الانتقاء من الاختلافات التي أنشئت في بيئات معروفة بأنها تسبب معدلات متسارعة من الطفرات. يتسامح هذا النوع مع مبيدات الأعشاب التي تحتوي على مركب الإيميدازول. يُهجّن أرز الكليرفيلد أيضًا مع سلالات أخرى ذات إنتاجية أعلى لإنتاج نبات أكثر صلابة بشكل عام.

### القيمة الغذائية

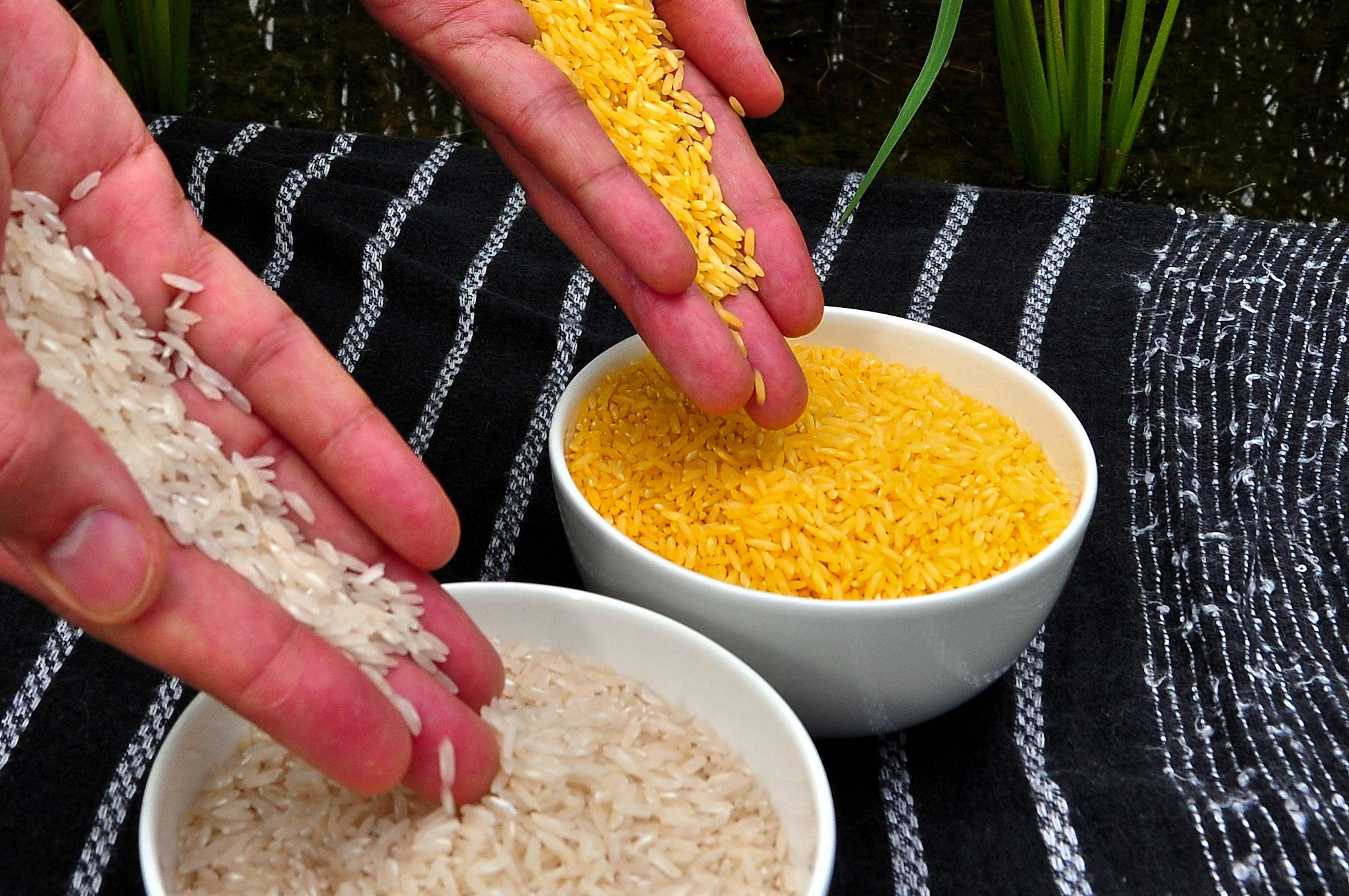
حبات الأرز الذهب (على اليمين) مقارنة بحبات الأرز التقليدي (على اليسار)

كان إنغو بوتريكوس وفريقه في المعهد الدولي لبحوث الأرز هم أول من أنتجوا سلالة الأرز الذهبي المعدل وراثيًا، والذي يحتوي على تركيزات أعلى من فيتامين أ، حيث كان هذا الأرز المعدل وراثيًا قادرًا على إنتاج البيتا كاروتين في الحبوب، وهو مقدمة لفيتامين أ. نُشرت التفاصيل العلمية لعمل الفريق لأول مرة في مجلة العلوم في عام 2000.
ذكرت منظمة الصحة العالمية أن مرض نقص الحديد يصيب 30٪ من سكان العالم. يعمل علماء من المركز الأسترالي لعلم الجينوم الوظيفي للنبات بالتعاون مع المعهد الدولي لأبحاث الأرز على زيادة كمية الحديد في الأرز، ولقد قاموا بتعديل ثلاث مجموعات من الأرز عن طريق التعبير عن الجينات OsNAS1 أو OsNAS2 أو OsNAS3. وجد فريق البحث أن مستويات تركيز النيكوتينامين، والحديد، والزنك زادت في المجموعات السكانية الثلاثة مقارنةً بغيرهم.